# Kongo Francuskie
Kongo Francuskie (fr. Congo français) lub Kongo Środkowe (fr. Moyen-Congo) – dawna kolonia francuska, która obejmowała obszar dzisiejszej Republiki Konga, części Gabonu oraz Republikę Środkowoafrykańską. W 1910 roku została włączona do Francuskiej Afryki Równikowej.

## Historia
Kongo Francuskie zostało założone w Brazzaville 10 września 1880 roku jako protektorat nad ludem Bateke; formalnie ustanowione zostało 30 listopada 1882 roku. Rozwój gospodarczy kolonii był ograniczony, gdyż gospodarka opierała się głównie na pozyskiwaniu kości słoniowej, gumy i drewna. Aktywność ta często wiązała się z brutalnym postępowaniem z lokalną ludnością.
Kongo Francuskie było czasem określane jako Gabon-Kongo ze względu na włączenie w 1891 roku Gabonu w granice Konga. W 1903 roku zostało oficjalnie przemianowane na Kongo Środkowe (fr. Moyen-Kongo). Gabon uniezależnił się od Konga w 1906 roku, a następnie w 1910 roku wszedł wraz z Kongo w skład Francuskiej Afryki Równikowej.
Współczesna Republika Konga jest uważana za państwo-następcę Konga Francuskiego, posiada praktycznie identyczne granice. Uniezależniła się od Francji poprzez rozwiązanie Francuskiej Afryki Równikowej pod koniec lat 50. XX wieku.

## Lista komisarzy generalnych Konga Francuskiego
Kolonią zarządzali komisarze generalni (fr. commissionaires généraux):
- Pierre Savorgnan de Brazza (1883–1897)
- Louis Albert Grodet (1897–1898)
- Henri Félix de Lamothe (1898–1901)
- Emile Gentil (1901–1903)